# Cakaudrove

Cakaudrove ist eine der vierzehn fidschianischen Provinzen (yasana) und eine der drei Provinzen auf Vanua Levu. Die Provinz umfasst 2.816 km² und hatte 2017 eine Bevölkerung von 50.469 Einwohnern. Die einzige größere Stadt ist Savusavu mit einer Einwohnerschaft von ca. 3.500 Personen.

## Geographie
Die Provinz liegt im südöstlichen Drittel der Insel und umfasst auch die nahegelegenen Inseln Taveuni, Rabi, Kioa und eine ganze Anzahl von Inseln in der Vanua-Levu-Gruppe. Die Küste ist gegliedert durch die Savusavu Bay und Natewa Bay.
Das Dorf Dakuniba ist bekannt für die Ndakunimba Stones, die Überreste eines gigantischen Monolithen, der mit Petroglyphen verziert war.

## Geschichte
Cakaudrove ist eine von Fidschis einflussreichsten Provinzen. Ratu Sir Penaia Ganilau, Fidschis letzter Governor-General und erster Präsident, trug den Titel Tui Cakau und Cakaudrove war der traditionelle Sitz seiner Häuptlingschaft. Der ehemalige und seit Dezember 2022 erneute Premierminister Sitiveni Rabuka stammt ebenfalls aus Cakaudrove. Gegenwärtig trägt Ratu Naiqama Lalabalavu den Titel Tui Cakau.
Cakaudrove wird vom Cakaudrove Provincial Council verwaltet.

## Persönlichkeiten
- Ratu Rakuita Vakalalabure, Politiker, CAMV  The Kubuabola family is a branch of the Ai Sokula clan, to which the present Tui Cakau and former Cabinet Minister Ratu Naiqama Lalabalavu also belongs.
- Manasa Tugia Politiker, CAMV
- Ratu Epeli Ganilau, ein Sohn von Penaia Ganilau ist Führer der National Alliance Party of Fiji
- Ratu Jone Yavala Kubuabola ist Fidschis Minister for Finance (seit 2000) und Repräsentant der South West Urban Fijian Communal Constituencies im House of Representatives für Soqosoqo Duavata ni Lewenivanua (SDL, seit 2001). Er war zudem Governor of the Reserve Bank of Fiji
- Ratu Inoke Kubuabola, Politiker, der 1999 bis 2000 als Leader of the Opposition fungierte. Nach der Wahlschlappe der Soqosoqo ni Vakavulewa ni Taukei (SVT) 1999 wurde er auch deren Parteivorsitzender.

Koordinaten: 16° 40′ S, 179° 25′ O